# Bundaberg Region
Koordinaten: 24° 49′ S, 152° 27′ O

Die Bundaberg Region ist ein lokales Verwaltungsgebiet (LGA) im australischen Bundesstaat Queensland. Das Gebiet ist 6.432,7 km² groß und hat etwa 93.000 Einwohner.

## Geografie
Die Region liegt an der Ostküste des Staats etwa 300 km nördlich der Hauptstadt Brisbane.
Größte Ortschaft und Verwaltungssitz der LGA ist Bundaberg mit etwa 50.000 Einwohnern. Zur Region gehören folgende Stadtteile und Ortschaften: Abbotsford, Abington, Alloway, Apple Tree Creek, Ashfield, Avenell, Heights, Avoca, Avondale, Bargara, Boolboonda, Booyal, Branyan, Bucca, Bullyard, Bundaberg Central, Bundaberg East, Bundaberg North, Bundaberg South, Bundaberg West, Bungadoo, Burnett Downs, Burnett Heads, Buxton, Calavos, Childers, Coonarr, Coral Cove, Cordalba, Dalga, Dalysford, Damascus, Delan, Doolbi, Doughboy, Drinan, Duingal, Electra, Elliott, Elliott Heads, Eureka, Fairymead, Farnsfield, Gaeta, Gin Gin, Givelda, Gooburrum, Good Night, Goodwood, Gregory River, Horse Camp, Horton, Innes Park, Isis Central, Isis Central Mill, Isis River, Kalkie, Kalpowar, Kensington, Kepnock, Kinkuna, Kolonga, Kullogum, Lake Monduran, Maroondan, Mcilwraith, Meadowvale, Miara, Millbank, Molangul, Mon Repos, Monduran, Moolboolaman, Moore Park Beach, Moorland, Morganville, Mullett Creek, Nearum, New Moonta, North Gregory, North Isis, Norville, Oakwood, Pine Creek, Promisedland, Qunaba, Redhill Farms, Redridge, Rosedale, Rubyanna, Sharon, Skyring Reserve, South Bingera, South Isis, South Kolan, St Agnes, St Kilda, Svensson Heights, Takilberan, Thabeban, Tirroan, Walkers Point, Walkervale, Wallaville, Watalgan, Waterloo, Welcome Creek, Windermere, Winfield, Wonbah, Wonbah Forest, Woodgate, Woodgate Beach, Woongarra und Yandaran.

## Geschichte
Die heutige Bundaberg Region entstand 2008 aus der City of Bundaberg und den drei Shires Burnett, Isis und Kolan.

## Verwaltung
Der Bundaberg Regional Council hat elf Mitglieder. Zehn Councillor werden von den Bewohnern der zehn Divisions (Wahlbezirke) gewählt. Der Ratsvorsitzende und Mayor (Bürgermeister) wird zusätzlich von allen Bewohnern der Region gewählt.